# شرحبيل بن عمرو الغساني
شُرَحْبِيل بن عمرو الغساني أحد عمال قيصر على البلقاء، وهو الذي تسبب في نشوب معركة مؤتة بين المسلمين والروم بعد قتله الحارث بن عمير الأزدي رسول النبي محمد.

## معركة مؤتة
بعث النبي محمد بالصحابي الحارث بن عمير الأزدي بكتابه إلى عظيم بُصرى يدعوه إلى الإسلام، فعرض له شرحبيل بن عمرو الغساني، وكان عاملاً على البلقاء من أرض الشام من قبل قيصر الروم، فأوثقه رباطًا، ثم قدمه، فضرب عنقه، وكان قتل السفراء والرسل من أشنع الجرائم، فلما علم الرسول بمقتل رسوله جهز جيشًا قوامه ثلاثة آلاف مقاتل، كأكبر جيش إسلامي لم يجتمع من ذي قبل إلا ما كان من غزوة الأحزاب.
جرت عند بلدة مؤتة معركة بين المسلمين من جهة والروم وبعض القبائل العربية الموالية لها من جهة أخرى، وكان شرحبيل بن عمرو أحد قادة جيش الروم. انتهت المعركة بانسحاب المسلمين من المعركة.